# Chelifer cancroides
Genre
Synonymes
- Obisium Illiger, 1798

Espèce
Synonymes
- Acarus cancroides Linnaeus, 1758
- Chelifer europaeus de Geer, 1778
- Chelifer hermanni Leach, 1817
- Chelifer sesamoides Audouin, 1826
- Chelifer ixoides C. W. Hahn, 1834
- Chelifer granulatus C. L. Koch, 1843
- Chelifer grandimanus C. L. Koch, 1843
- Chelifer rhododactylus Menge, 1855
- Chelifer serratus Stecker, 1874
- Chelifer cancroides dentatus Ewing, 1911

Chelifer cancroides, unique représentant du genre Chelifer, est une espèce de pseudoscorpions de la famille des Cheliferidae. Ce pseudoscorpion peut être nommé scorpion des livres ou chélifère cancroïde.

## Distribution
Cette espèce est cosmopolite. Elle a été observée :
- en Espagne, en France, au Luxembourg, en Belgique, aux Pays-Bas, au Royaume-Uni, en Irlande, en Islande, en Norvège, au Danemark, en Suède, en Finlande, en Estonie, en Lettonie, en Pologne, en Allemagne, en Suisse, en Italie, en Autriche, en Tchéquie, en Slovaquie, en Hongrie, en Croatie, en Bosnie-Herzégovine, en Serbie, en Albanie, en Macédoine du Nord, en Grèce, en Bulgarie, en Roumanie, en Russie, en Géorgie et en Azerbaïdjan ;
- en Turquie, en Israël, en Afghanistan, au Turkménistan, au Kirghizistan, au Ouzbékistan, au Kazakhstan, en Mongolie, en Inde, en Viêt Nam et en Japon ;
- en Algérie, en Égypte, en Ghana, en Éthiopie, au Kenya, en Tanzanie, au Congo-Kinshasa, au Malawi, à Madagascar et en Afrique du Sud ;
- au Chili, en Argentine, au Brésil, au Mexique, à Cuba, aux États-Unis et au Canada ;
- en Nouvelle-Zélande.

## Description

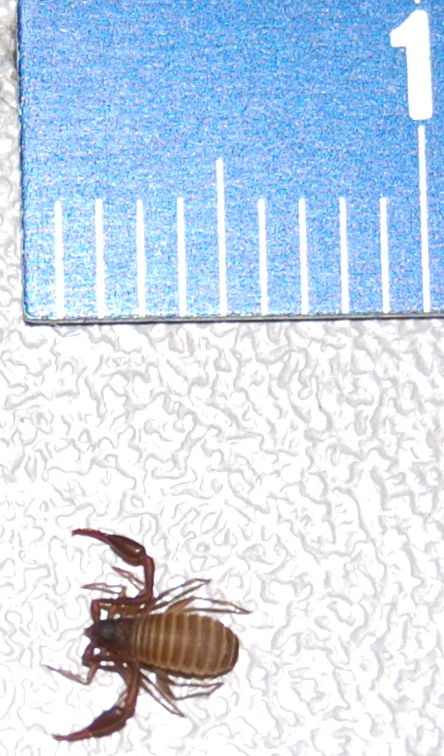
Chelifer cancroides

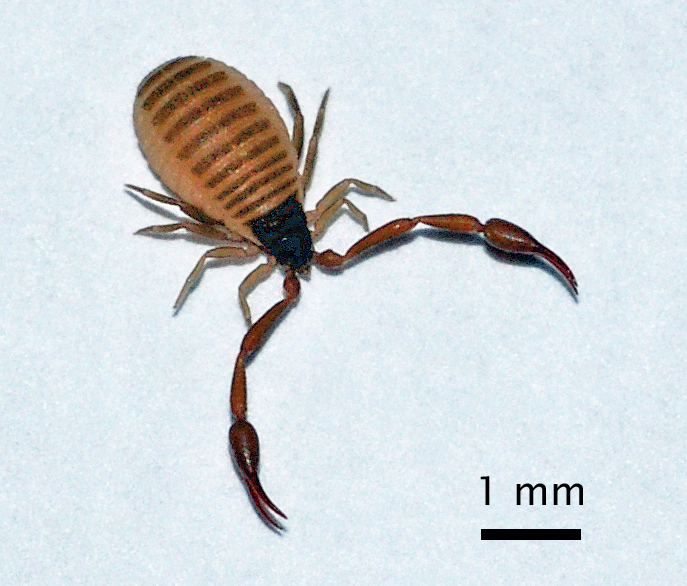
Chelifer cancroides

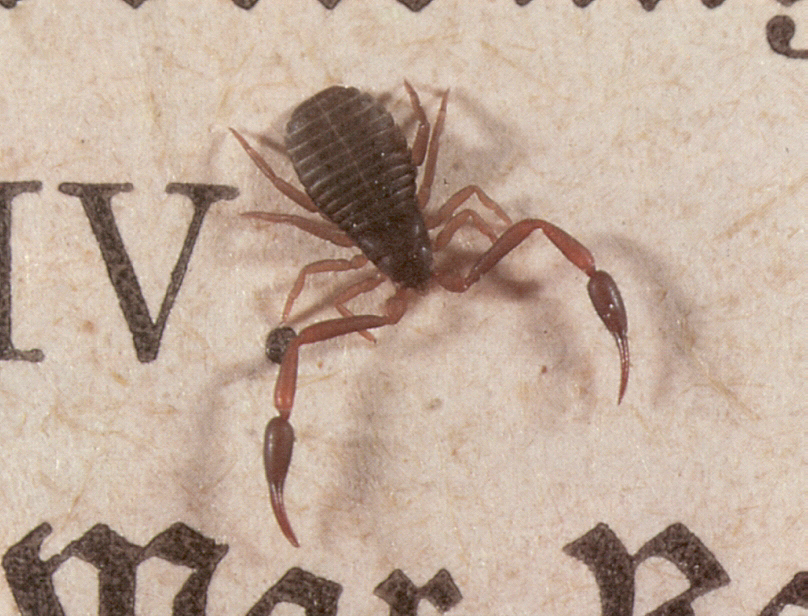
Chelifer cancroides

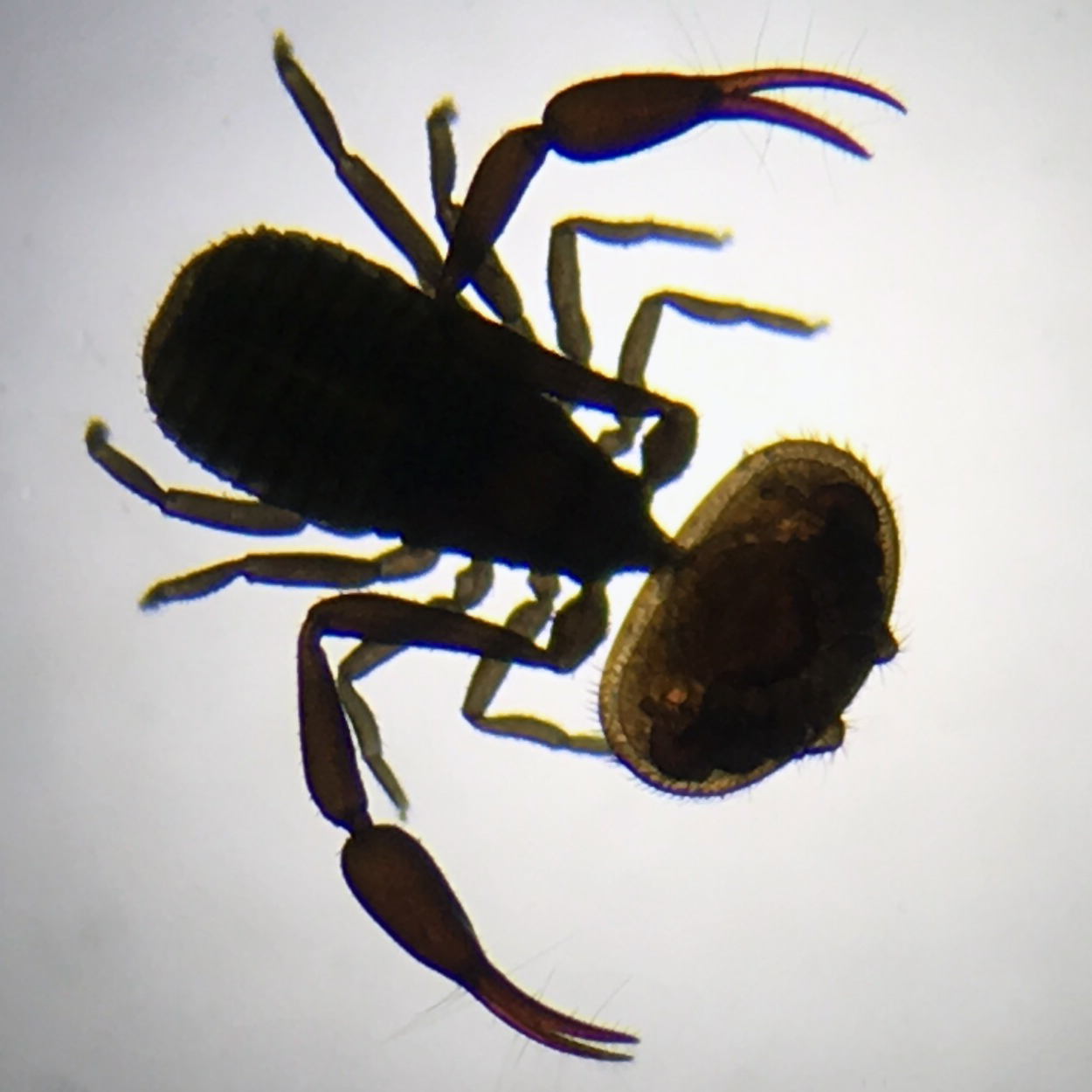
Chelifer cancroides tenant un Varroa

Cette espèce mesure de 2,5 à 4,5 mm.

## Liste des sous-espèces
Selon Pseudoscorpions of the World (version 3.0) :
- Chelifer cancroides cancroides (Linnaeus, 1758) cosmopolite
- Chelifer cancroides orientalis Morikawa, 1954 du Japon

## Intérêt dans la lutte biologique
Chelifer cancroides fait l'objet depuis les années 1940 d'une attention particulière pour sa capacité à prédater Varroa destructor, un parasite très destructeur de l'abeille européenne.
.

## Publications originales
- Linnaeus, 1758 : Systema naturae per regna tria naturae, secundum classes, ordines, genera, species, cum characteribus, differentiis, synonymis, locis, ed. 10 (texte intégral).
- Geoffroy, 1762 : Histoire abrégée des insectes qui se trouvent aux environs de Paris ; dans laquelle ces animaux sont rangés suivant un ordre méthodique. vol. 2. Durand, Paris (texte intégral).
- Morikawa, 1954 : Notes on Japanese Pseudoscorpions III.-Family Cheliferidae. Memoirs of Ehime University, ser. 2B, vol. 2, p. 71-77.